# Аничкова, Наталия Милиевна
Наталия Милиевна Аничкова (16 июня 1896 — 26 января 1975) — русский филолог, краевед, библиограф, политзаключённая ГУЛАГа, тайная помощница А. И. Солженицына, свидетель «Архипелага ГУЛАГа», мемуаристка.

## Биография
Родилась 16 июня 1896 года в Санкт-Петербурге. Отец Милий Адрианович Аничков, гласный Петербургской городской думы, мать — Мария Ивановна урождённая Беляева. Семья Милия Адриановича Аничкова жила в доме его дяди Милия Милиевича Аничкова в «запасной половине» Зимнего дворца. М. М. Аничков служил в гофмаршальской службе двора и был комендантом Гатчинского и других дворцов царствующей фамилии.
Окончила гимназию Л. С. Таганцевой. В 1915 году стала сестрой милосердия Крестовоздвиженской общины и до 1918 года работала в прифронтовых госпиталях и передовых медицинских пунктах в окрестностях Вильно, Пскова, Двинска.
Вернувшись в Петроград, поступила на романо-германское отделение филологического факультета Петроградского университета и одновременно служила в Гидрологическом институте. Три летних сезона работала в Олонецкой научной экспедиции в Карелии под руководством её дальнего родственника Г. Ю. Верещагина.
Отец умер от голода в 1918 году. В 1920 году в Петрограде умерла тётя Аничковой по отцу Софья Андриановна Трапезникова и вся её семья. В 1922 году в ожидании ареста покончил с собой дядя Василий Адрианович Аничков. Тогда же в 1922 умерла и мать Наталии, Мария Ивановна.

### В Москве
После этого Н. М. Аничкова переехала в Москву. Туда же из Средней Азии вернулся её троюродный брат Пётр Петрович Арапов, которого она хорошо знала ещё по Двинскому фронту времён Первой мировой войны. Вскоре они поженились.
Параллельно то разгорался, то затухал долгий и мучительный роман Наталии Милиевны с Михаилом Александровичем Реформатским. Он был женат на Татьяне Порфирьевне Реформатской. В 1930 году Михаил Александрович был арестован, приговорён к 5 годам, которые отбывал в Долинке (Карагандинская область Казахстана). В Казахстане Реформатский заболел туберкулёзом. В начале 1935 — освобождён из лагеря и отправлен на 3 года в ссылку в Мценск. В апреле 1935 — разрешено задержаться в Москве ввиду болезни, 15 мая выехал в Мценск. В сентябре 1936 — получил разрешение на поездку в Миасс на лечение в туберкулёзный санаторий. В 1937 году арестован и расстрелян. По одним сведениям перед арестом жил по месту ссылки во Мценске, по другим перебрался в Орёл, где и был арестован.
В 1930 годы Наталия Милиевна смело вступалась за арестованных друзей и знакомых: в архивах сохранилось её письмо, адресованное Прокурору НКВД, по поводу ареста соседки Евгении Николаевны Смелянской (1884—?).
До Великой Отечественной войны Аничкова работала по договорам в библиотеках, издательствах или на секретарских должностях, оставляя себе свободным лето. Например, в 1937 году она служила машинисткой в Наркомате Тяжёлой Промышленности. Летом Н. М. Аничкова ездила в экспедиции, таким образом, чтобы суметь навестить сосланных родственников и знакомых.
В 1930 году она была в Красноярске у своей троюродной сестры Н. И. Аничковой. В 1931 году в составе Топографо-геодезической экспедиции объездила Карагандинскую область, где находился Реформатский. В 1934 работала на Каме и побывала в Тотьме у Веры Павловны Шевелевой и Евгении Павловны Струмилло, внучек Александра Брюллова. В 1939 году несколько раз ездила на Байкал, где Г. Ю. Верещагин служил директором основанной им Лимнологической станции.
В Москве Аничкова заинтересовалась историей города, принимала участие в деятельности секции «Старая Москва» «Общества изучения Московской губернии», сделала доклад об архиве Боде-Сологубов, найденном в «доме Ростовых» на Поварской.

### Во время войны
С сентября 1941 года Аничкова в эвакуации на Байкале, работает на Лимнологической станции у Верещагина. В феврале 1943 переезжает на Урал в деревню Ермолино Пермской области, куда была эвакуирована из блокадного Ленинграда её тётя Надежда Адриановна Воронцова-Вельяминова.
В это время П. П. Арапова, участвовавшего в обороне Москвы, переводят в Иран. П. П. Арапов служил начальником там 5-го отделения СВАДК сначала в чине майора, затем подполковника. Его задачей была организация работы автодорожной службы на пути от Персидского залива до границы Советского Союза (это был один из дополнительных путей поступления ленд-лиза). Арапов имел право пригласить к себе семью, и в конце 1943 года Аничкова уехала к мужу.
В Иране Наталия Милиевна преподавала русский язык офицерам иранского генштаба в специальной школе при Всесоюзном обществе культурных связей с заграницей, затем работала секретарём генерала Лаврентьева, командующего группой советских военно-воздушных сил в Иране. Пользуясь прекрасным знанием французского (популярного среди образованных слоёв Тегерана), Наталия Милиевна завела широкие знакомства вне советской колонии. Она не только сама посещает музеи и исторические достопримечательности страны, но организует и водит экскурсии для советских солдат и офицеров. В это время общественной нагрузкой П. П. Арапова была организация работы советского «Дома офицеров».
Позднее, на Лубянке эти знакомства и общительность Аничковой стали причиной обвинений в шпионаже и измене Родине. Основной фигурой, общение с которой ставилось Аничковой в вину, был священник местной православной церкви архимандрит Виталий, с которым у Н. М. было полное доверие. П. П. Арапов боялся знакомства с о. Виталием, но иногда просил Наталью Милиевну: «Сходи к „бате“, узнай, что в мире делается». От отца Виталия Аратов и Аничкова узнавали последние новости о положении на фронтах, о которых не писали в советских газетах.
В конце 1945 года Араповы вернулись из Ирана в Москву. В 1946 году неожиданно умер Пётр Петрович Арапов. До 1949 года Наталия Милиевна работала на разных должностях во Всесоюзном химическом обществе им. Менделеева.

### Арест и лагерь
9 июня 1949 она была арестована вместе с врачом-гомеопатом С. В. Грузиновым, юристом Н. Н. Милютиным и Викторией Генриховной Загорянской, с которой Аничкова была ещё знакома по Таганцевской гимназии. Всем были предъявлены обвинения в монархическом заговоре, измене Родине, шпионаже и «антисоветской агитации». 1 сентября 1949 года доктор Грузинов умер во время следствия от инфаркта миокарда. Остальным обвиняемым удалось избежать объединения их дел в единое групповое. После года допросов следователями Мельниковым и Красовским у Аничковой в обвинении осталась только статья 58-10, «антисоветская агитация». ОСО при МГБ без суда дало ей 10 лет ИТЛ. Срок она отбывала в Унжлаге на Центральном «комендантском» лагпункте на станции Сухобезводное.
Из-за возраста, астмы и гипертонии Н. М. Аничкова не попала на общие работы. Она была сестрой-хозяйкой в санчасти производственного ОЛПа, а какое-то время Аничкова заведовала пекарней. По собственной инициативе Наталия Милиевна снабжала заключённых женских лагпунктов Унжлага книгами, она была известна тем, что всюду брала с собой огромный мешок с чтением для заключённых.
Кроме того, Аничкова играла в самодеятельный лагерном театре. Её роли — это Бобыль в «Снегурочке» Островского, граф в «Трактирщице» Гольдони и другой граф в «Девушке с кувшином» Лопе де Вега. Руководителем актёрской труппы была ленинградка, преподаватель английского языка Ольга Альфредовна Стерлинг, театральным художником — З. М. Грецова.

### На воле
В конце 1955 Н. М. Аничкова была освобождена как инвалид («по актировке»), но при этом без реабилитации, без снятия судимости и без права жить в Москве. Она получила прописку в Ростове Великом у сестёр Брюлловых. Через год пришла реабилитация, а ещё через три года — комната в Москве и пенсия.
Будучи пенсионеркой, как и всегда, Наталия Милиевна была деятельной. Она активно участвовала в организации общества охраны памятников. Много путешествовала по Северу.

#### Помощь А. И. Солженицыну
Последние десять лет её жизни были посвящены безоглядной помощи А. И. Солженицыну в работе над «Архипелагом Гулагом».

### Рекомендуемые источники
- Игнатьев А. А. Две судьбы. Мария Ливеровская и Наталия Аничкова. // Ежегодник Новгородского государственного объединённого музея-заповедника : 2009 / Новгородский государственный объединённый музей-заповедник; составитель, ред. Т. Н. Казармщикова; — Великий Новгород: 2010. 233 с.
- Солженицын и «невидимки эНэНы»: Из переписки Н. М. Аничковой и А. И. Солженицына (1963—1964), К 90-летию  Надежды Григорьевны Левитской и 40-летию со дня кончины Н. М. Аничковой // Солженицынские тетради: Материалы и исследования: [альманах]. Вып. 4 / Дом русского зарубежья имени Александра Солженицына.